# Yang Jiang
Pour les articles homonymes, voir Yáng (楊) et Yang.
Dans ce nom, le nom de famille, Yang, précède le nom personnel.
Yang Jiang (chinois traditionnel : 楊絳 ; chinois simplifié : 杨绛 ; pinyin : Yáng Jiàng), née Yang Jikang (chinois traditionnel : 楊季康 ; chinois simplifié : 杨季康 ; pinyin : Yáng Jìkāng) le 17 juillet 1911 à Pékin et morte le 25 mai 2016 dans la même ville, est une femme de lettres et traductrice chinoise. Elle est l'épouse du grand écrivain et érudit Qian Zhongshu (1910-1998).

## Biographie
Née à Pékin, elle est élevée dans le sud de la Chine. Elle étudie la littérature aux universités Dongwu de Suzhou et Qinghua de Pékin. Elle réside ensuite en Europe, à Londres et Paris, de 1935 à 1938. Puis, à Shanghai, elle est l'auteur de pièces de théâtre « antiromantiques » : À vos souhaits (1944), Prendre le vrai pour le faux (1945) et Duvets emportés par le vent (1947). Après 1949, elle enseigne à l'université Qinghua et fait des recherches à l'université de Pékin et à l'Académie des sciences sur la littérature occidentale. Ses critiques paraissent en 1979 dans un recueil, Boue de printemps. Elle traduit aussi des œuvres européennes : La Vie de Lazarillo de Tormes (1951), Histoire de Gil Blas de Santillane (1956), ainsi que Don Quichotte (1978). Sa traduction en chinois de Don Quichotte, commencée avant la Révolution culturelle, confisquée par les Gardes rouges et achevée en 1978, est toujours considérée, en 2016, comme la version définitive.
Elle est la sœur d'une autre traductrice, Yang Bi (楊必)(1922-1968). Après la mort de son mari et de sa fille, elle écrivit Nous trois (《我們仨》), paru en 2003, pour eux.
Elle meurt le 25 mai 2016 à Pékin.

## Œuvre
Au cours des années 1980 est apparu un courant appelé « littérature de réflexion » (fansi wenxue), ou « d'introspection », qui se proposait de faire la critique de la Révolution culturelle. Il a inspiré de jeunes écrivains comme Wang Meng, Zhang Xianliang ou Zhang Jie, mais aussi des écrivains plus âgés comme Ba Jin ou Yang Jiang. Les recueils de Yang Jiang Six récits de l'école des cadres (1981), Sombres nuées (1990) et Mémoires décousus (1991) appartiennent à ce courant, couvrant aussi la période du Grand Bond en avant.
Son expérience dans une « école des cadres » du Henan de 1969 à 1972, où elle est déportée avec son époux durant la Révolution culturelle, lui inspire ses Six récits de l'école des cadres (1981). C'est avec cette œuvre qu'elle se fait largement connaître.

## Liste des œuvres
- 1944 : Ni xin ru yi (À vos souhaits), théâtre
- 1945 : Nong zhen cheng jia (Prendre le vrai pour le faux), théâtre
- 1947 : Feng xu (Duvets emportés par le vent), théâtre
- 1979 : Chun ni ji (Boue de printemps), recueil de critiques
- 1981 : Gan xiao liu ji (Six récits de l'école des cadres), récits
- 1985 : Jiang yin cha (En quête de thé), souvenirs
- 1988 : Xi zao (Le Bain), roman
- 1990 : Bingwu Dingwei nianji shi : wuyun yu jinbian (Sombres nuées)
- 1991 : Zayi yu zaxie (Mémoires décousus)
- 2003 : Women sa (Nous trois), mémoires

## Traductions en français
- Six récits de l'école des cadres, trad. par Isabelle Landry et Zhi Sheng, Christian Bourgois éditeur, Paris, 1983.
- Sombres nuées : chronique des années Bing Wu et Ding Wei, trad. par Angel Pino, Christian Bourgois éditeur, Paris, 1992.
- Le Bain, trad. par Nicolas Chapuis, Christian Bourgois éditeur, Paris, 1992.
- Mémoires décousus, trad. par Angel Pino et Isabelle Rabut, Christian Bourgois éditeur, Paris, 1997.